# Pierre Crépel
Pour les articles homonymes, voir Crépel.
Pierre Crépel, né le 9 juillet 1947 à Saint-Maur (France), est un mathématicien et historien des sciences français, connu notamment pour ses travaux sur les œuvres scientifiques de Condorcet et de D'Alembert.

## Biographie
Élève de l’ENS Saint Cloud et agrégé de mathématiques en 1970, Pierre Crépel choisit ensuite la recherche mathématique fondamentale. Après un doctorat de troisième cycle sous la direction de Jacques Neveu, soutenu en 1971, il poursuit son cursus par un doctorat d’Etat, dont la thèse, dirigée par Antoine Brunel puis Mickael Keane, est consacrée à l’étude du comportement asymptotique des marches aléatoires.
Recruté au CNRS en 1971 en section 01 (mathématiques), il sera principalement affecté à Rennes 1 de 1971 à 1989 puis à Lyon 1 de 1989 à 2012, date à laquelle il prend sa retraite.
En 2004, Pierre Crépel est élu membre de l'Académie des sciences, belles-lettres et arts de Lyon. Il la préside en 2016.
En 2018, avec d'autres membres du Parti communiste, il organise les Jeudis rouges, des conférences abordant linguistique, philosophique, économique ou politique.

## Travaux d’historien
Mathématicien de formation, il se tourne à partir du milieu des années 1980 vers l’histoire des mathématiques jusqu’à s’y consacrer entièrement. Il dirigea avec Jean-Pierre Schandeler une édition critique et commentée du « Tableau historique des progrès de l'esprit humain » de Condorcet. Il devient ensuite l’un des principaux éditeurs des œuvres complètes de D’Alembert, sur l'encyclopédie numérique ENCCRE (Édition Numérique Collaborative et CRitique de l'Encyclopédie).
Spécialiste du XVIIIe siècle, son œuvre rend disponible à la communauté des chercheurs et au-delà, des manuscrits et des textes rares sous forme d’éditions critiques et commentées, c’est-à-dire permettant de saisir le contexte et le sens de ces textes. Dans cette optique, il est également l’auteur de plusieurs traductions.

## Publications

### Éditions critiques et commentées
- D'Alembert, « Opuscules Mathématiques, tome I (1761) », Œuvres Complètes de D'Alembert, Série III, vol. 1, codirigé par P. Crépel, A. Guilbaud et G. Jouve, CNRS Éditions, 2008, clxvi + 443 p.
- Condorcet, « Tableau historique des progrès de l’esprit humain (1772-1794) ». Édition sous la direction de J.-P. Schandeler et P. Crépel, Paris, INED, 2004, xvi + 1319 p.
- M. Bianchini, Bonheur public et méthode géométrique, trad. de l'italien Alle origini della scienza economica (Parma, 1982), Paris, INED, 2002. Augmenté d'une nouvelle préface de l'auteur et d'un avant-propos du traducteur (avec G. Sandri), 184 p.
- Ch.-F. Bicquilley, « La Croisade », édition annotée par P. Crépel et A. Denis. Avec un appendice sur les manuscrits de Bicquilley, Lyon, Aléas, 1998, 315 p.
- Ch.-F. Bicquilley, « Théorie élémentaire du commerce », réédition critique et commentée par P. Crépel. Postface de S. Stigler, Lyon, Aléas, 1995, 247 p.
- Condorcet, « Arithmétique politique. Textes rares ou inédits ». Édition critique et commentée par B. Bru et P. Crépel, Paris, INED, 1994, xvi + 746 p.
- Condorcet, « Almanach anti-superstitieux et autres textes », CNRS éditions et Publications de l'Université de Saint-Étienne, édité par A.M. Chouillet avec la collaboration de P. Crépel et H. Duranton, 1993, 205 p.

### Autres ouvrages (direction ou codirection)
- P. Crépel (dir.), « D'Alembert, mathématicien des Lumières », Numéro spécial des Génies de la Science, 39, mai-juillet 2009, 100 p.
- P. Crépel, L. Pepe (dir.), « D'Alembert, i Lumi, l'Europa », Numéro spécial du Bollettino di Storia delle Scienze Matematiche, 2, 2008, 300 p.
- M. Chapront-Touzé, P. Crépel, « L'Octant et la plume: Grandjean de Fouchy, astronome et perpétuel de l'Académie des sciences », Numéro spécial de la Revue d'histoire des sciences, Tome 61-1, janvier-juin 2008, 229 p.
- I. Grattan-Guinness (Editor), R. Cooke, L. Corry, P. Crépel, N. Guicciardini (Associate Editors), "Landmark Writings in Western Mathematics (1640-1940)", Amsterdam etc., Elsevier, 2005, xvii+1022 p.
- C.C. Heyde, E. Seneta (Editors), P. Crépel, S.E. Fienberg, J. Gani (Associate Editors), "Statisticians of the Centuries", New York, Springer-Verlag, 2001, xii + 500 p.
- A.M. Chouillet, P. Crépel (dir.), « Condorcet homme des lumières et de la Révolution(actes du colloque de Paris, octobre 1994) », ENS Fontenay - Saint-Cloud, collection Theoria, 1997, 310 p.
- P. Crépel, C. Gilain (éd.), « Condorcet mathématicien, économiste, philosophe, homme politique », Paris, Minerve, 1989, 571 p.